# سلالة (أحياء)
السلالة أو الذُرِّيَّةُ (بالإنجليزية: Strain) في علم الأحياء تمثل رتبة ذات مستوى منخفض في علم التصنيف تستخدم في ثلاث طرق منقولة. 

## علم الأحياء الدقيقة وعلم الفيروسات
الذرية في علم الأحياء الدقيقة وعلم الفيروسات يطلق عليها أحيانا «سلالة»، وهي متغاير وراثي أو نُمَيْط (نمط فرعي) من الكائنات الدقيقة (مثل الفيروسات أو البكتيريا أو الفطريات). على سبيل المثال، «سلالة الإنفلونزا» هي شكل بيولوجي معين من فيروس الانفلونزا أو فيروس «النزلة الوافدة». لاحظ الفرق بين السلالة والفرع الحيوي.
تتميز سلالات الإنفلونزا هذه باختلاف أشكال البروتينات السطحية. تنشأ سلالات فيروسية جديدة عند حدوث طفرة أو تبادل للعناصر الجينية بين فيروسين أو أكثر داخل نفس الخلية. تعرف هذه الظواهر على التوالي باسم الانسياق المستضدي والزيحان المستضدي. يمكن تمييز السلالات الميكروبية أيضًا عن طريق تركيبها الجيني باستخدام الميتاجينومية (وهي دراسة المادة الوراثية المستخرجة مباشرةً من العينات البيئية). وقد أصبحت هذه أداة قيمة في تحليل الميكروبيوم.

### هندسة السلالات
كان العلماء قد صمَّموا فيروسات أنفلونزا متفشية بين البشر بغرض دراسة سلوكهم. إلا أنّ تمويل هذا البحث كان مثيرًا للجدل بسبب مخاوف تتعلق بالسلامة، ولهذا توقف البحث لبعض الوقت، ولكنه عاد بعدها.
صُمِّمَت سلالات ميكروبية باستخدام التكنولوجيا الحيوية لإنشاء مسارات أيضية مناسبة لمعالجة مجموعة متنوعة من التطبيقات. تاريخيًا، كُرِّسَت جهود كبيرة من البحوث الأيضية في مجال إنتاج الوقود الحيوي. عادة ما تستخدم سلالات الإشريكية القولونية المعدلة لهذا الغرض، وغالبا ما تستخدم الإشريكية القولونية أيضًا كهيكل للتعبير عن البروتينات البسيطة. صُمِّمَت هذه السلالات -مثل BL21- لتقليل فعالية الأنزيم الحال للبروتين، مما يرفع إمكانية التعبير البروتيني. تُستَخدَم السلالات الثديية للتعبير عن البروتينات المعقدة، كما في حالة المستحضرات الدوائية الحيوية. انظر خلايا بويضة الهامستر الصيني.
الخمائر أشيع العناصر المستخدمة في الهندسة السلالية لحقيقيات النوى، وخاصةً في التخمير الصناعي. بينما تكون الإشريكية القولونية هي الأشيع في الهندسة السلالية لبدائيات النوى. نجح العلماء في صنع جينومات صغيرة حية (مينيمال جينوم- أدنى جينوم)، يمكن أن تتطور منها سلالات جديدة، وهذه السلالات الصغيرة تعطي ضمانًا تقريبيًا بأنّ جميع التجارب الجينية خارج البنية الصغيرة لن تتأثر بالمسارات غير الأساسية.

## في النبات
لا يحمل المصطلح في علم النبات أي صفة تصنيفية رسمية، لكنه يشير إلى مجموع الأحفاد المنحدرين من نفس السلف المشترك، ويتشاركون نفس الصفات الفيزيولوجية والشكلية. والسلالة هي مجموعة مصممة لذرية إمّا منحدرة من نبات معدّل (عن طريق الزراعة التقليدية أو وسائل التكنولوجيا الحيوية)، أو ناتجة عن طفرة جينية.
على سبيل المثال: صُنِعَت بعض سلالات الأرز عبر إدخال بعض المواد الوراثية إلى النبات، وبذلك يُشَكِّل جميع نسل هذا الأرز المعدل سلالة بسبب امتلاكه معلومات وراثية جديدة ستنتقل فيما بعد للأجيال اللاحقة أيضًا. تشمل تسمية السلالة -التي تكون عادةً رقم أو اسم رسمي- جميع النباتات المنحدرة من النبات الأصلي المعدّل. يمكن لسلالات الأرز الجديدة أن تتناسل مع السلالات والمستنبتات الأخرى، وفي حال الحصول على صفة مرغوبة، سيتم إعادة إنتاج هذه الصفات لتثبيتها. تُعطَى النباتات التي تنتشر وتصبح حقيقية (تبقى مشابهة للنبات الوالد) اسم المستنبت، وتُوزَّع ليتم استخدامها من قبل المزارعين.

## في القوارض
سلالات فئران أو جرذان المختبر هي مجموعة حيوانات موحدة وراثيًا تُستَخدَم في التجارب المخبرية. يمكن لسلالات الفئران أن تتوالد داخليًا أو تتحور أو تُعدَّل وراثيًا، بينما سلالات الجرذان تتوالد عادةً داخليًا. يعتبر مجتمع الجرذان متطابقًا وراثيًا بعد نحو 20 جيل من التزاوج بين الأخوة. تُستَخدَم العديد من سلالات الجرذان لمجموعة متنوعة من نماذج الأمراض، وغالبًا ما تستخدم أيضًا لاختبار السمية الدوائية.

## في الحشرات
كانت ذبابة الفاكهة الشائعة (دروسوفيلا ميلانوجاستر أو ذبابة الفاكهة سوداء البطن) أحد الكائنات الحية الأولى المستخدمة في التحليل الوراثي. تتألف هذه الحشرة من جينوم بسيط، وتعتبر مفهومة بشكل جيد. ظلَّت ذبابة الفاكهة كائنًا نموذجيًا شهيرًا للعديد من الأسباب الأخرى، مثل سهولة مزاوجتها ومراقبتها، بالإضافة إلى سرعة تكاثرها وعدد ذريتها المناسبين. جرى تطوير سلالات متنوعة ومختلفة، بما في ذلك نسخة غير قادرة على الطيران تمتلك أجنحة غير مكتملة النمو (تُستَخدَم في تجارة الحيوانات الأليفة كغذاء حي للزواحف الصغيرة والبرمائيات).